# Toni Mäkinen
Toni Mäkinen a 2000-es évek finn progresszív/gothic metal mozgalmának egyik meghatározó alakja, a Sole Remedy zenekar egyik alapítója, egykori basszusgitárosa és énekese.

## Gyermekkora
Toni Mäkinen gyerekkori barátaival olyan progresszív rockot/metalt játszó zenekarokon nőttek fel, mint a Toto, a Dream Theater és a Pain of Salvation, melyek döntően meghatározták későbbi zenei pályáját.

## Sole Remedy
Toni és két barátja Jukka Salovaara, valamint Henry Silmonen 1998-ban alapította meg melankolikus metal csapatát a Sole Remedy-t. A zenész pályát az első öt évben mindannyian mindössze hobbinak tartották, elhivatottságuk Mikko Laine gitáros megérkezésével indult be 2003-ban. Első nagylemezük The Wounded Ones címmel jelent meg 2007 nyarán, melyet két évvel később az Apoptosis album követett. A zenekar pályafutását Mikko Laine tragikus halála pecsételte meg 2011-ben. A színpad mögött alvó 30 éves gitárost egy turnéfelszereléseket szállító teherautó gázolta halálra október 3-án, hajnali fél kettőkor mindössze néhány órával a ProgPower Europe fesztiválos fellépésüket követően.

## Deror
Mäkinen 2010-ben elindította Deror névre hallgató akusztikus/progresszív gospel projektjét, melynek első lemeze  Kaunis Maailma címmel jelent meg. 

## Magánélete
Toni 2007-ben megtért Jézus Krisztushoz, majd mivel nem tudott többé azonosulni a turnézáshoz kapcsolódó életvitellel, 2009-ben kilépett a Sole Remedy soraiból. Megnősült, jelenleg a Tampere Műszaki Egyetem kutatójaként tevékenykedik, a Deror projekten keresztül pedig rockprevenciós tevékenységet végez.

## Diszkográfia
Sole Remedy
- The Wounded Ones (2007)
- Apoptosis (2009)

Deror
- Kaunis Maailma (2010)

## Külső források
- Encyclopaedia Metallum

- Toni Mäkinen interjú, Hetek (11-11-17), magyar nyelven

- A Tampere Műszaki Egyetem honlapja